# 圣若望圣斯德望小兄弟会教堂

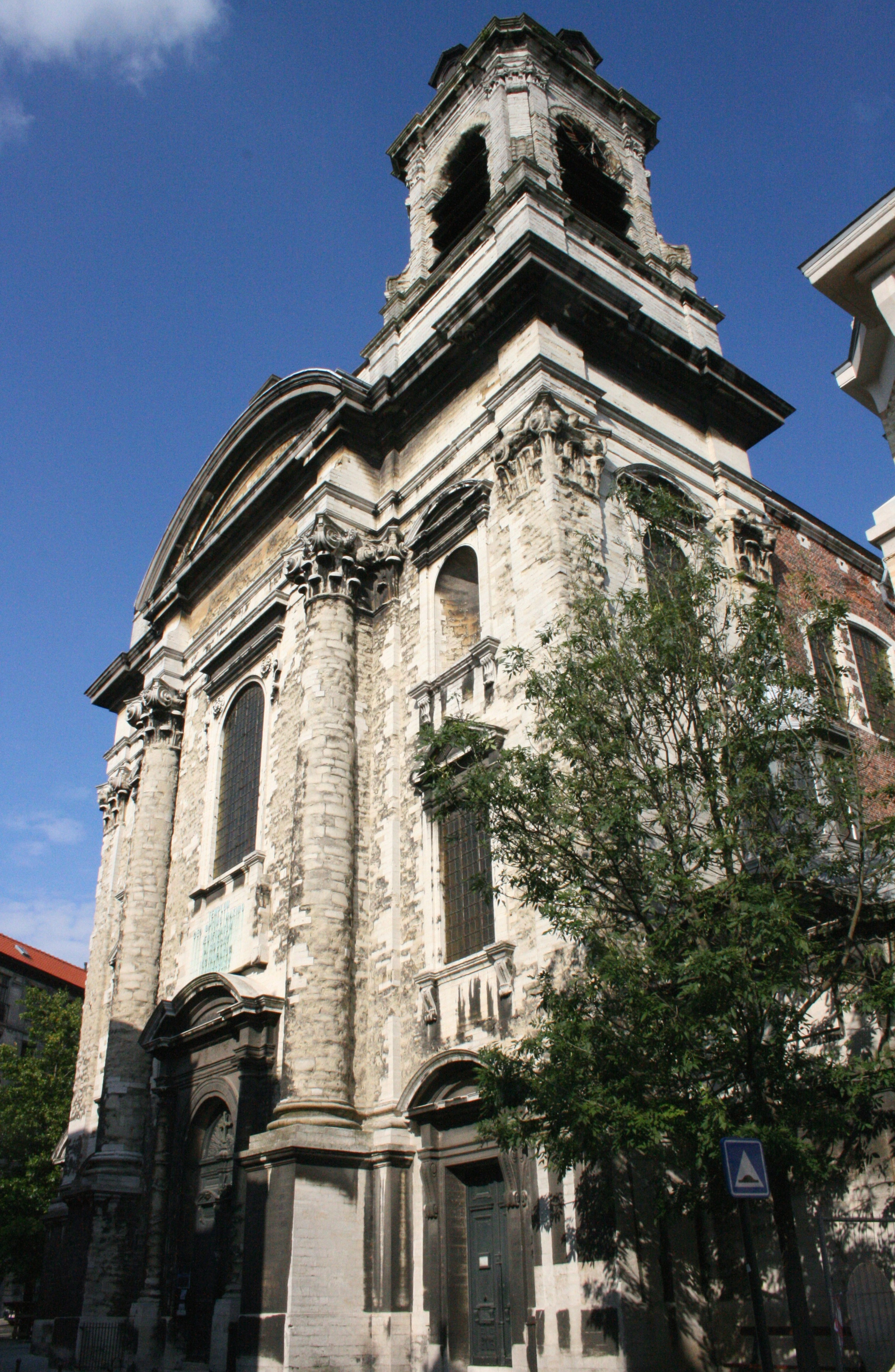
Église des Saints-Jean-et-Étienne, à Bruxelles

圣若望圣斯德望小兄弟会教堂（法語：Église Saints-Jean-et-Étienne-aux-Minimes），位于布鲁塞尔历史中心，临近布鲁塞尔司法宫，原属小兄弟会（方济各会），是18世纪新古典主义建筑。所在地属马洛雷斯（Marolles）。